# بلات روجرز سبنسر
بلات روجرز سبنسر (بالإنجليزية: Platt Rogers Spencer)‏ هو موظف كتابي أمريكي، ولد في 7 نوفمبر 1800 في إيست فيشكيل في الولايات المتحدة، وتوفي في 16 مايو 1864 في جنيف في الولايات المتحدة.

## وصلات خارجية
- بلات روجرز سبنسر على موقع الموسوعة البريطانية (الإنجليزية)